# Elżbieta Gellner
Elżbieta Felicja Gellner (Katowice, 3 febbraio 1935) è un'ex nuotatrice polacca.
Specializzata nel dorso e nello stile libero, ha partecipato ai Giochi di Melbourne 1956, gareggiando nei 100m dorso.